# Франц Карл Мертенс
Франц Карл Мертенс (нім. Franz Karl Mertens или нім. Franz Carl Mertens, 3 квітня 1764 — 19 червня 1831) — німецький ботанік, колекціонер рослин, педагог, директор школи та проповідник. Батько ботаніка Карла Генріха Мертенса (1796—1830).

## Біографія
Франц Карл Мертенс народився у місті Білефельд 3 квітня 1764 року.
Він був колекціонером рослин, зокрема водоростей, та и упорядником відомого гербарію. Мертенс описав багато видів водоростей та проілюстрував усі водорості у третьому томі Catalecta botanica (1806).
Франц Карл Мертенс помер у Бремені 19 червня 1831 року.

## Наукова діяльність
Франц Карл Мертенс спеціалізувався на папоротеподібних, водоростях та на насіннєвих рослин.

## Наукові праці
- Catalecta botanica (1806)[5].